# Aristolochia pilosa
Aristolochia pilosa Kunth – gatunek rośliny z rodziny kokornakowatych (Aristolochiaceae Juss.). Występuje naturalnie w Meksyku, Ameryce Centralnej, Wenezueli, Kolumbii, Peru, Boliwii i Brazylii (w stanach Amazonas, Pará, Mato Grosso oraz Minas Gerais).

## Morfologia
PokrójPnącze o zimozielonych, zdrewniałych i lekko owłosionych pędach.
LiścieMają owalny kształt. Mają 7–17 cm długości oraz 3–7,5 cm szerokości. Nasada liścia ma sercowaty kształt. Całobrzegie, z ostrym wierzchołkiem. Są lekko owłosione od spodu. Ogonek liściowy jest owłosiony.
KwiatyZebrane są w kwiatostanach. Mają zieloną i pomarańczową barwę. Dorastają do 10–25 mm długości. Mają jajowaty kształt.
OwoceTorebki o cylindrycznym kształcie. Mają 4–6 cm długości.

## Biologia i ekologia
Rośnie w wiecznie zielonych lasach. Występuje na wysokości do 1100 m n.p.m. Kwitnie od stycznia do marca, natomiast owoce pojawiają się w lutym.